# Anna Popplewell
Anna Katherine Popplewell je angleška filmska igralka, * 16. december 1988, London, Anglija, Združeno kraljestvo. Najbolj je poznana po vlogi Suzane Pevensie iz filmov posnetih po zbirki Zgodbe iz Narnije.

## Življenjepis

### Osebno življenje
Popplewellova je hči Andrewa Popplewella in Debre Lomas. Je najstarejša izmed treh otrok. Šolala se je na North London Collegiate School. Je dobra prijateljica s svojimi kolegi iz filmov: Georgie Henley, Ben Barnes, William Moseley in Skandar Keynes.
Od leta 2007 na Magdalen College, Oxford študira angleščino.
Ima brata Freddieja in sestro Lulu, ki sta tako kot ona oba igralca.

### Kariera
Popplewellova sicer igra že vse od svojega šestega leta, vendar je bila njena večja vloga šele v filmu Zgodbe iz Narnije: Lev, čarovnica in omara, kjer je igrala Suzano Pevensie.
Kasneje je sodelovala tudi v filmu Zgodbe iz Narnije: Princ Kaspijan. Pri obeh filmih se je snemanje malce zakompliciralo, saj ima Anna fobijo pred mišmi, ki pa so nastopale kar dostikrat.

## Nagrade in nominacije
- 2006: Character and Morality in Entertainment Awards for Susan Pevensie in The Chronicles of Narnia. (Prejela)
- 2006: Best Movie Choice Actress na Teen Choice Awards. (Nominirana)
- 2006: Best Ensemble Acting za The Lion, The Witch and The Wardrobe from the Camie Awards (Prejela)
- 2008. Best Film Star na Nickelodeon UK Kids Choice Awards (Nominirana)

## Filmografija
| Leto | Film                                       | Vloga           | Ostalo |  |
| ---- | ------------------------------------------ | --------------- | ------ |  |
| 1999 | Mansfield Park                             | Betsey          |        |  |
| 2000 | The Little Vampire                         | Anna            |        |  |
| 2001 | Jaz brez tebe                              | Mlada Marina    |        |  |
| 2002 | Thunderpants                               | Denise Smash    |        |  |
| 2003 | Girl with a Pearl Earring                  | Maertge         |        |  |
| 2005 | Zgodbe iz Narnije: Lev, čarovnica in omara | Suzana Pevensie |        |  |
| 2008 | Zgodbe iz Narnije: Princ Kaspijan          | Suzana Pevensie |        |  |